# Guy de Saint-Cyr
Guy de Saint-Cyr est un guide sur les volcans,,.

## Biographie
En 1958, un entrefilet dans le journal décide Guy de Saint-Cyr à partir sur les flancs du Stromboli, dont l'éruption lui donne la passion des volcans. Après des études de géologie, il commence à accompagner des groupes à la découverte de la lave en fusion. Pendant des années, avec sa femme Monique, il vend ses services de guide sur les volcans à différents tour-opérateurs, avant de créer à Lyon avec son épouse son agence de voyage Aventure et Volcans en 1983. Il accompagne alors des petits groupes de scientifiques ou de passionnés en expédition. Dans son livre D'un volcan à l'autre, il confie avoir échappé plusieurs fois à la mort. Sur KTO, Il explique avoir dû franchir des bras de laves qui l'encerclaient, avec pour seul équipement ses chaussures de marche.

## Récompenses
- 1996 Prix du voyage le plus insolite au Salon international du tourisme et des voyages

## Télévision
De 2007 à 2012, la chaîne Arte produit et diffuse une série de dix documentaires, Sur les volcans du Monde, consacrés à cet aventurier.